# 新潟市立寄居中学校
新潟市立寄居中学校（にいがたしりつ よりいちゅうがっこう）は、新潟県新潟市中央区営所通2番町に所在する市立中学校。

## 概要
1977年（昭和52年）、北朝鮮拉致被害者横田めぐみが拉致当時在籍していた。
卒業生で、「千の風になって」で知られる芥川賞作家新井満が、NHKの番組「課外授業 ようこそ先輩」放送にあたって、在校生に向けて特別授業を行ったことがある。

## 沿革
1947年（昭和22年）に開校。全校生徒数286名（1年101名・2年88名・3年97名、2008年（平成20年）度）。

## 通学区域
#外部リンクを参照。

### 進学前小学校
- 新潟市立新潟小学校

## 交通
- JR越後線 白山駅から徒歩19分
- BRT萬代橋ライン 「東中通」停留所から徒歩5分

## 著名な出身者
- 新井満（作家）
- 猪口孝（国際政治学者、東京大学名誉教授、元新潟県立大学学長、猪口邦子の夫）
- 石塚かおり（新潟放送アナウンサー）
- 大竹辰也（元青森放送アナウンサー）
- 鍵冨徹（元新潟放送ラジオパーソナリティ）
- 塚田一郎（衆議院議員、元内閣府副大臣）
- 豊乃國大地（大相撲力士、元十両）
- 藤井美菜（女優）
- 横田めぐみ（北朝鮮による拉致被害者、在籍時に拉致される）